# Franz Mikulits
Franz Mikulits (* 5. Jänner 1949 in Neufeld an der Leitha; † 19. Juni 2018) war ein österreichischer Politiker (SPÖ). Er war von 1983 bis 1987 Abgeordneter zum Burgenländischen Landtag.
Mikulits wurde als Sohn des Feinmechaniker Franz Mikulits geboren und besuchte die Volksschule in Neufeld. Er war beruflich als Vertragsbediensteter des Landesschulrates im Burgenland tätig und betätigte sich ab 1972 politisch als SPÖ-Funktionär. 1976 wurde er zum Ortsobmann des SPÖ-Neufeld gewählt, ab 1977 war er Mitglied des Gemeindevorstands und von 1980 bis 1987 Bürgermeister von Neufeld. Nach dem Wechsel von Ella Zipser in den Nationalrat rückte Mikulits am 27. Juni 1983 in den Burgenländischen Landtag nach, dem er bis zum 30. Oktober 1987 angehörte.